# Vidruka
Koordinaten: 59° 0′ N, 23° 50′ O
Vidruka (deutsch Widdruck) ist ein Dorf (estnisch küla) in der Landgemeinde Lääne-Nigula im Kreis Lääne in Estland. Bis 2013 gehörte es zur mittlerweile aufgelösten Landgemeinde Taebla.

## Beschreibung
Der Ort hat 105 Einwohner (Stand 31. Dezember 2011). Seine Fläche beträgt 34,9 Quadratkilometer.
Das Dorf liegt achtzehn Kilometer nordöstlich der Landkreishauptstadt Haapsalu.
In dem Ort befindet sich seit den 1960er Jahren eine Internatsschule für behinderte Kinder. Sie wurde 2013 mit der entsprechenden Einrichtung in Haapsalu zusammengelegt.

## Gut
Zu Beginn des 15. Jahrhunderts wohnte ein katholischer Geistlicher namens Hennecke Witterock auf dem Gut, das nach ihm benannt wurde. 1414 verkaufte er den Hof, der dann an das Gut von Palivere fiel.
1760 wurde das Gut von Vidruka als eigenständiges Gut mit Mühle und Krug von Palivere abgeteilt. Später gehörte es als Beigut zum Gut von Tagavere. Letzter Privateigentümer vor der Enteignung im Zuge der estnischen Landreform 1919 war die adlige deutschbaltische Familie Ungern-Sternberg.
Das langgestreckte, eingeschossige Herrenhaus aus Stein war wenig repräsentativ errichtet. Es entstand wahrscheinlich im 19. Jahrhundert, wurde später aber mehrfach umgestaltet.